# Haplospiza
Haplospiza – rodzaj ptaków z podrodziny haczykodziobków (Diglossinae) w rodzinie tanagrowatych (Thraupidae).

## Występowanie
Rodzaj obejmuje gatunki występujące w Meksyku, Ameryce Centralnej i Południowej.

## Morfologia
Długość ciała 12,5–13 cm, masa ciała 14–17,5 g.

## Systematyka

### Etymologia
- Haplospiza: gr. ἁπλοος haploos – „prosty, równina”; σπιζα spiza – „zięba”, od σπιζω spizō – „ćwierkać”[6].
- Acanthidops: gr. ακανθις akanthis, ακανθιδος akanthidos – mały ptak, prawdopodobnie zięba, od ακανθα akantha – „cierń”, od ακη akē – „ostrze”; ωψ ōps, ωπος ōpos – „wygląd”[7]. Gatunek typowy: Acanthidops bairdii Ridgway, 1881.

### Podział systematyczny
Do rodzaju należą następujące gatunki:
- Haplospiza unicolor Cabanis, 1851 – bambusozięb jednobarwny
- Haplospiza rustica (von Tschudi, 1844) – bambusozięb łupkowaty
- Haplospiza bairdi (Ridgway, 1882) – bambusozięb ostrodzioby